# Gaël Monfils
Gaël Monfils (n. 1 septembrie 1986, Paris, Franța) este un jucător profesionist francez de tenis. Cea mai înaltă poziție atinsă în clasamentul ATP este locul 6 mondial, la 7 noiembrie 2016. A ajuns de două ori în semifinale în turnee de Grand Slam, la Roland-Garros în 2008 și la U.S. Open în 2016. În turnee din Seria Masters, Monfils a disputat trei finale: la Paris în 2009 și 2010 și la Monte Carlo în 2016.